# Richard Ohmann

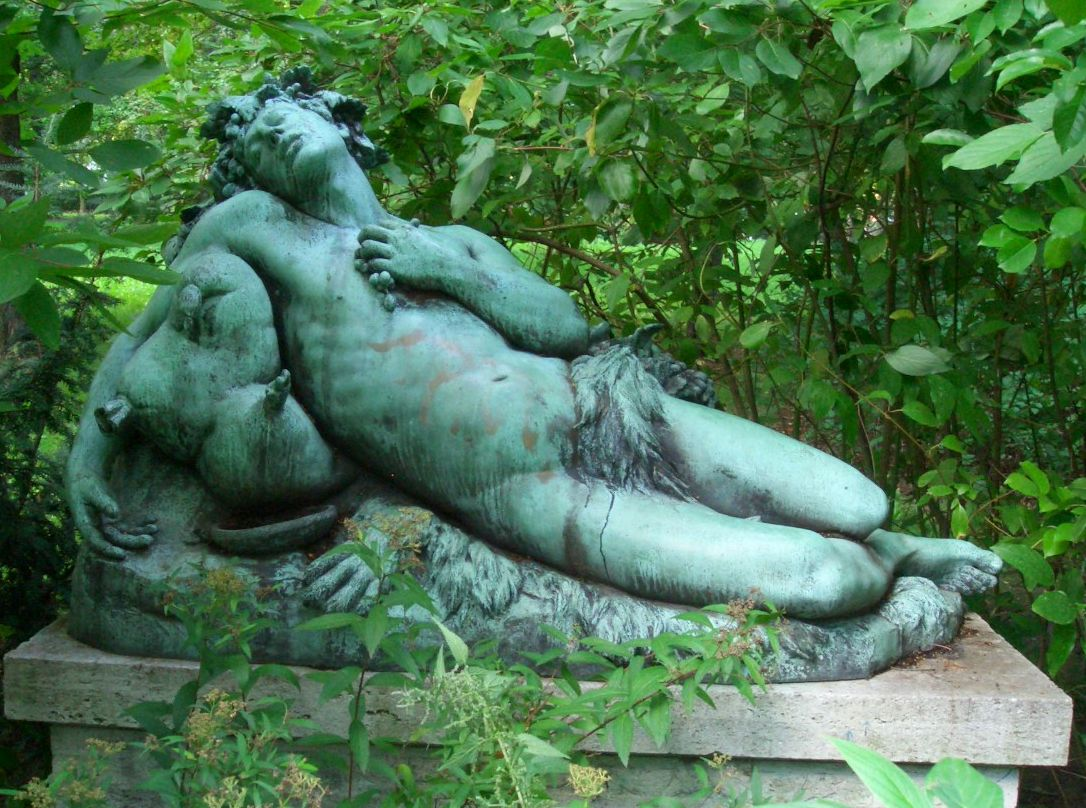
Bacchus (1880), Stadtpark Steglitz

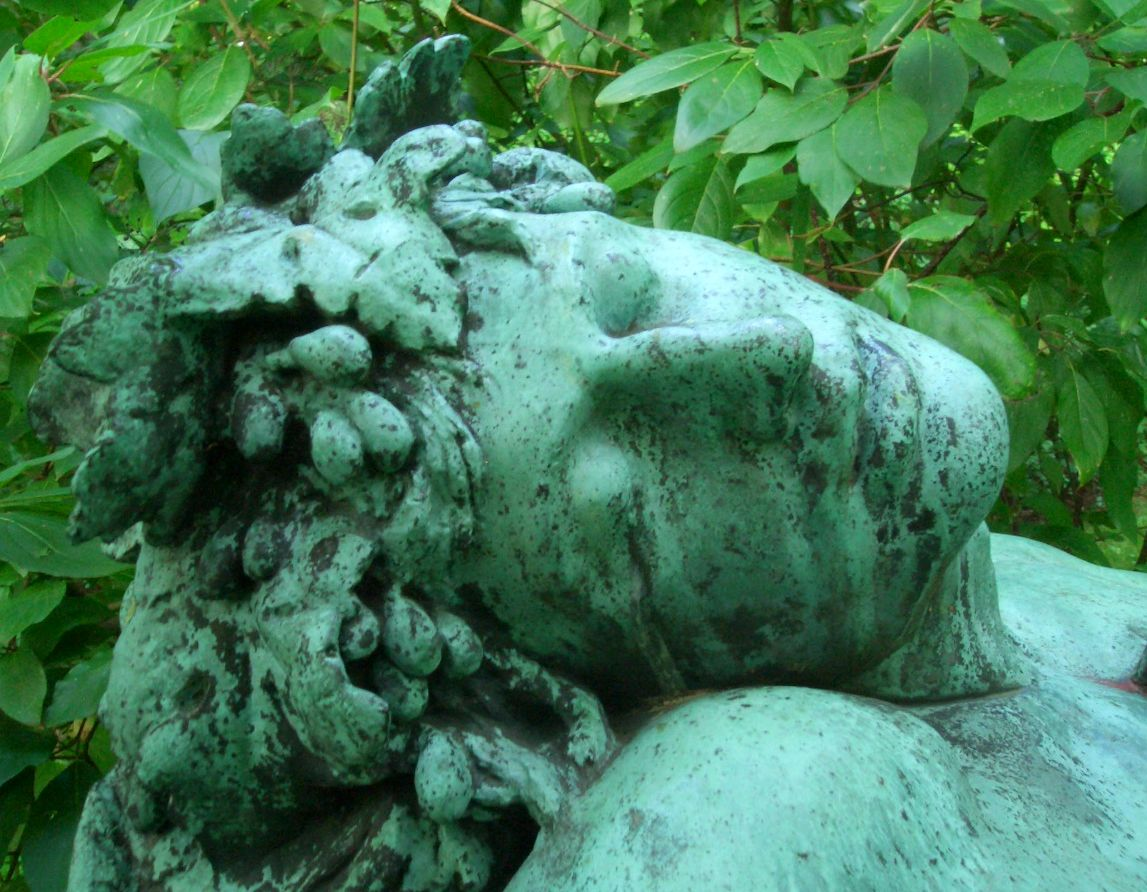
(2)

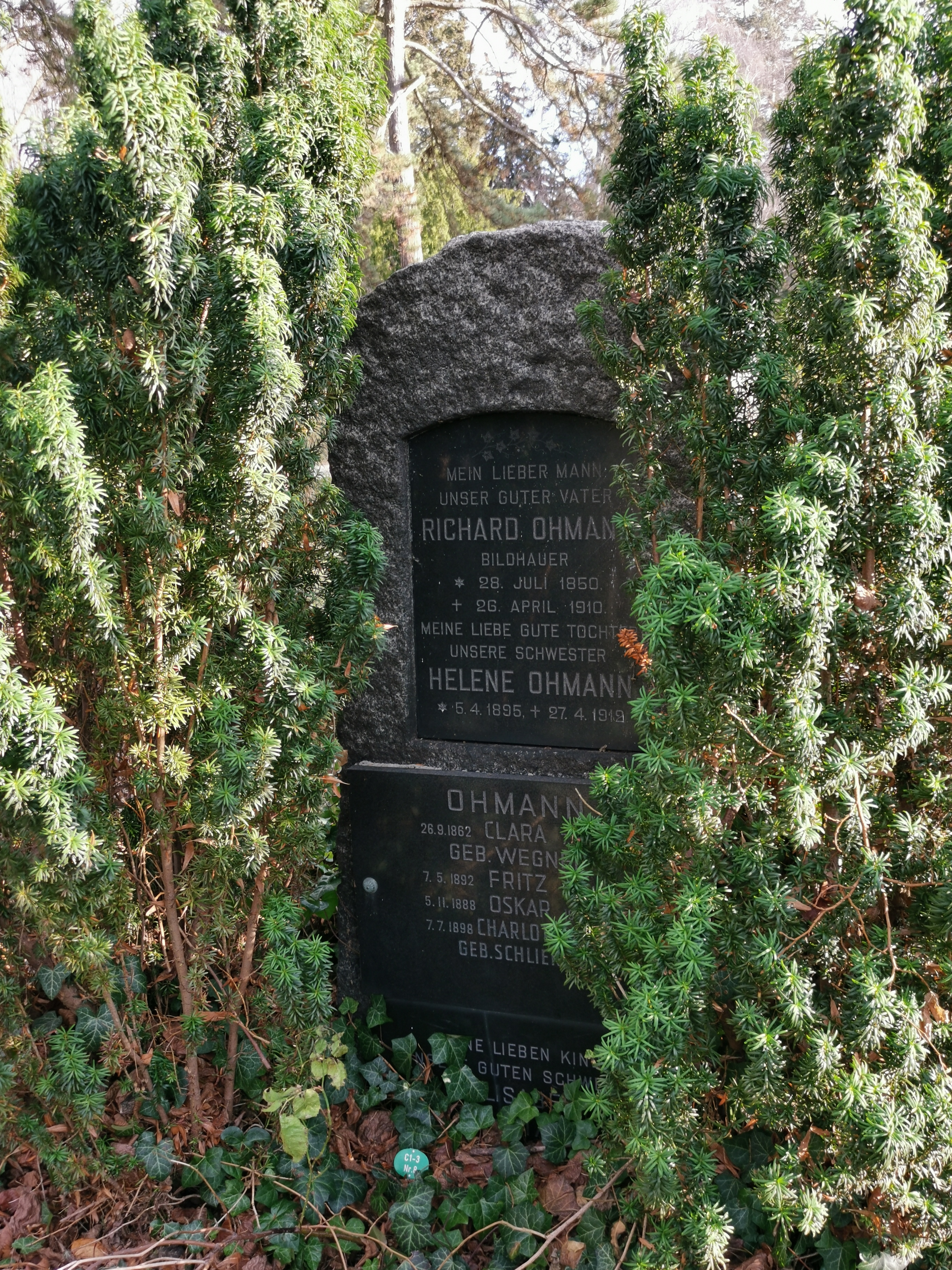
Grab auf dem Friedhof Berlin-Wilmersdorf, Feld C 1

Richard Ohmann (* 28. Juli 1850 in Weimar; † 26. April 1910 in Groß-Lichterfelde) war ein deutscher Bildhauer.

## Leben
Ohmann erhielt seine Ausbildung bei Reinhold Begas. Im Jahr 1878 wurde er mit einer kleinen goldenen Medaille der Kunst ausgezeichnet. Er studierte von 1878 bis 1880 in Rom weiter und war anschließend Lehrer an der Unterrichtsanstalt des Kunstgewerbemuseums Berlin.
Er wurde auf dem Friedhof Wilmersdorf beigesetzt. Sein Grab hat sich erhalten.

## Werke
- Berlin-Mitte
  - Fassadenstandbild des Gelehrten und Wissenschaftlers Johannes Müller auf einem Eckrisalit über dem Eingangsportal des Museums für Naturkunde
  - Standbild des Geologen Leopold von Buch an der Fassade des Museums für Naturkunde auf dem linken Eckrisalit über dem Eingangsportal
- Hünxe-Drevenack, am Eingang zum Friedhof: Standbild des Kaisers Wilhelm I., zugleich Kriegerdenkmal 1870/71, feierlich enthüllt am 25. Juni 1900. Das Denkmal wurde mehrfach beschädigt, aber auf Initiative einzelner Bürger restauriert und wieder aufgestellt.
- Zeulenroda am Neumarkt: Kriegerdenkmal zum Gedenken an die Gefallenen des deutsch-französischen Krieges 1870/71, am 18. September 1898 feierlich enthüllt. Das Denkmal wurde vom Steinmetzmeister Eduard Zom aus Zeulenroda geschaffen, von Ohmann stammt das Kaiser Wilhelm-Standbild samt den Reliefmedaillons der Paladine des Kaisers, Bismarck und Moltke.
- Weitere Werke:
- Germanin, fleht den Gatten um Rache für die angetane Schmach der Römer (1876)
- Szene aus der Sintflut (1878)
- Weibliche Idealbüste (Marmor) ausgestellt in der 58. Ausstellung der Königlichen Akademie der Künste 1880
- Faun und Satyr ausgestellt in der 58. Ausstellung der Königliche Akademie der Künste 1880
- Beteiligung an der Ausfertigung des Hochzeitstafelsilbers für Prinz Wilhelm von Preußen, nachmals Kaiser Wilhelm II. (1881/83)
- Porträtbüste (1883)
- Weibliche Idealbüste (1886)
- Statuette Kaiser Wilhelm I. in Silber als Ehrengabe für Staatsminister Robert von Puttkamer (1888)
- Büste nach einer Todtenmaske (Marmor) und Büste nach dem Leben, ausgestellt in der 63. Ausstellung der Königlichen Akademie der Künste zu Berlin 1892
- Sirene (1893)
- Reliefbildnis (1898)
- Reliefbildnis Theodor Kozlowskis am Kozlowski-Denkmal in Magdeburg (1900).[3]
- Weiblicher Studienkopf (Gips) ausgestellt in der Großen Berliner Kunstausstellung 1901